# Hans Tausen

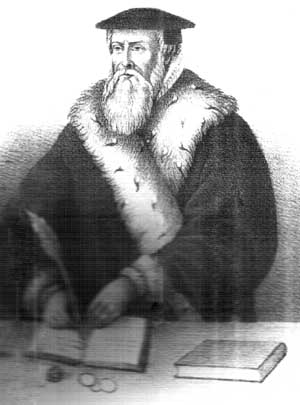
Hans Tausen évêque.

Hans Tausen, né en 1494 sur l'île de Fionie au Danemark et mort le 11 novembre 1561 à Ribe dans le Jutland, est un théologien, prédicateur, traducteur, protestant et compositeur de cantiques danois.

## Biographie
Hans Tausen étudia à l'université de Rostock de 1516 à 1521. Il poursuit ses études à Wittenberg, ville luthérienne. Il rencontre Martin Luther qui l'influence sur la nouvelle doctrine religieuse.
Au Danemark, sous le règne de Frédéric Ier (1523-1533), la prédication luthérienne se développe grâce à Hans Tausen qui a fait ses études à Wittenberg.  Les Trente-trois Articles de Copenhague posent les bases de la Réforme en 1530 même si elle n'est pas encore adoptée officiellement. La Réforme protestante se met en place grâce à eux, mais il faut attendre 1536 pour qu’à l'instigation de Johannes Bugenhagen, Christian III fasse de la confession d'Augsbourg la profession de foi du Danemark. Le roi devient le chef de l'Église danoise. Il nomme des surintendants qui remplacent les anciens évêques. La Réforme est aussi prêchée en Norvège, unie au Danemark à partir de 1539. L'université de Copenhague devient un centre de rayonnement luthérien.
En 1542, Hans Tausen est nommé évêque de Ribe. 

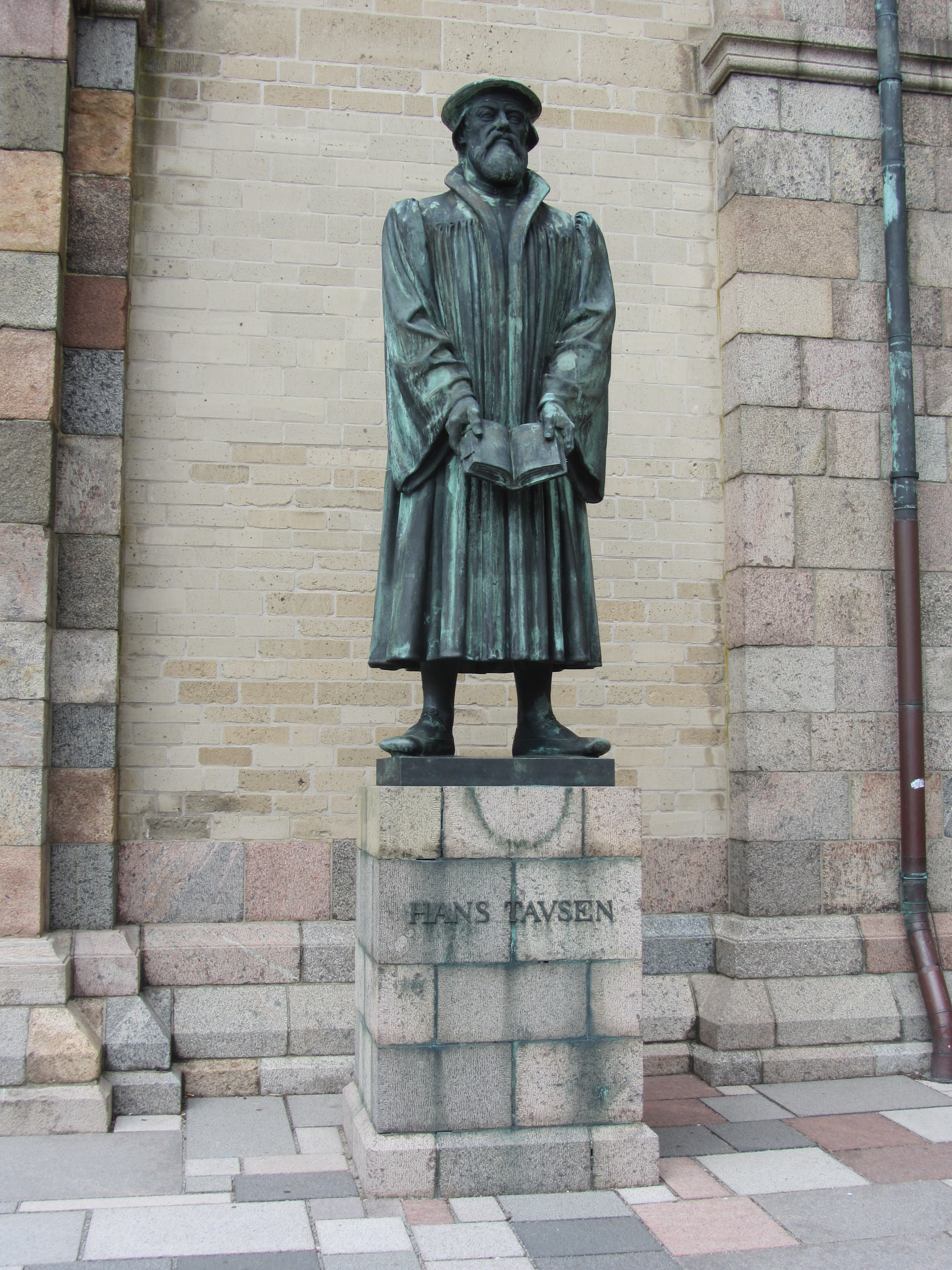
Statue de Hans Tausen à Ribe.

En 2004 fut érigée une statue de Hans Tausen devant la cathédrale de Ribe.